# شواکند
شواکند یک روستا در ایران است که در دهستان مود واقع شده‌است. شواکند ۱۴۳ نفر جمعیت دارد.